# Скелтон, Мэтт
Мэтт Скелтон (англ. Matt Skelton; род. 23 января 1967 года, Бедфорд, Англия) — британский спортсмен, выступавший в тайском боксе, кикбоксинге и профессиональном боксе в супертяжёлой весовой категории. Неоднократный чемпион мира по тайскому боксу и кикбоксингу, участник гран-при К-1, претендент на титул чемпиона мира по боксу по версии WBA.

## Титулы
Тайский бокс/кикбоксинг
- 2002 чемпион мира по тайскому боксу по версии IPMTO
- 2000 чемпион мира по тайскому боксу по версии IKF
- 2000 победитель отборочного турнира К-1 в Бирмингеме
- 1999 чемпион мира по кикбоксингу по версии IKO
- 1998 чемпион мира по тайскому боксу по версии WKO
- 1996 чемпион мира по тайскому боксу среди любителей по версии IAMTF

Бокс
- 2004 чемпион Англии
- 2004 - 2006, 2006 - 2007 чемпион Британии и Британского содружества
- 2005 чемпион мира по версии WBU
- 2008 чемпион Европы по версии EBU

## Карьера в тайском боксе и кикбоксинге
В 1996 году Скелтон завоевал золото на любительском чемпионате мира по тайскому боксу в супертяжёлом весе. В 1998-2001 годах Мэтт четырежды участвовал в мировых гран-при К-1, дважды побывав в 1/8 финала и дважды - не сумев пройти отборочные турниры. За время выступлений он одерживал победы над такими известными бойцами как Рэй Сефо, Масааки Сатаке, Майкл МакДональд, Алексей Игнашов.
Помимо К-1 он четырежды становился чемпионом мира по разным версиям. Всего его рекорд составил 63-8/57 КО (при этом за пределами К-1 он проиграл лишь однажды).

## Опыт в ММА
В ноябре 2001 года на волне популярности поединков ММА-бойцов с представителями других единоборств Скелтон провёл бой с опытным американцем Томом Эриксоном (экс-чемпион США по вольной борьбе, имел рекорд в ММА 7-1-1) в рамках Pride FC. Дебют оказался неудачным, и Мэтт проиграл удушением в первом раунде.

## Карьера в профессиональном боксе
В 2002 году Мэтт принял решение перейти из кикбоксинга в бокс, где начал карьеру с самого низа в преклонном для спорта возрасте 35-ти лет. Первые 11 поединков, выиграл нокаутом, из которых в 8-м поединке завоевал титул чемпиона Англии. С 2004 года начал выступать против опытных бойцов, и в феврале 2004 года защитил титул против соотечественника, Джулиуса Фрэнсиса. Через 2 месяца нокаутировал опытного британца, Майкла Спротта, и завоевал титулы чемпиона Великобритании и британского содружества. Защитил титулы 2 раза и в 2005 году победил нокаутом аргентинца, Фабио Моли и завоевал титул чемпиона мира по версии WBU. В этом же году ещё дважды защитил титулы чемпиона Британии и британского содружества, нокаутировав Марка Кренса и Джона Макдермотта. В 2006 году проиграл раздельным решением судей британцу Дэнни Уильямсу. Но спустя несколько месяцев взял реванш. В тяжелом бою победил Майкла Спротта, и вышел на чемпионский бой против Руслана Чагаева. Бой закончился поражением британца решением судей. В декабре 2008 года, одержав победу над итальянцем Паоло Видоцем, Скелтон завоевал титул чемпиона Европы по версии EBU.
В 2009 году, в бою за титул британского содружества проиграл нокаутом ирландцу, Мартину Рогану в 11-м раунде. Проиграл непобеждённым Франческо Пьянете и Кубрату Пулеву. В 2010 нокаутировал Ли Свеби. Принял участие в турнире Prizefighter где одолел в первом туре британца Али Адамса. В полуфинале победил ирландца, Кевина Макбрайда, а в финале проиграл Майклу Спротту. После этого поражения Скелтон ушёл из бокса на полтора года. Вернулся в 2012 году, и нокаутировал трёх рейтинговых боксёров, и вновь поднялся в рейтингах британского совета по боксу.
1 декабря 2012 года в бою за титулы чемпиона Британии и британского содружества уступил нокаутом соотечественнику, Дэвиду Прайсу.
15 марта 2013 года в бою за вакантный титул чемпиона Англии, проиграл по очкам соотечественнику, Джону Макдермотту.